# Duden

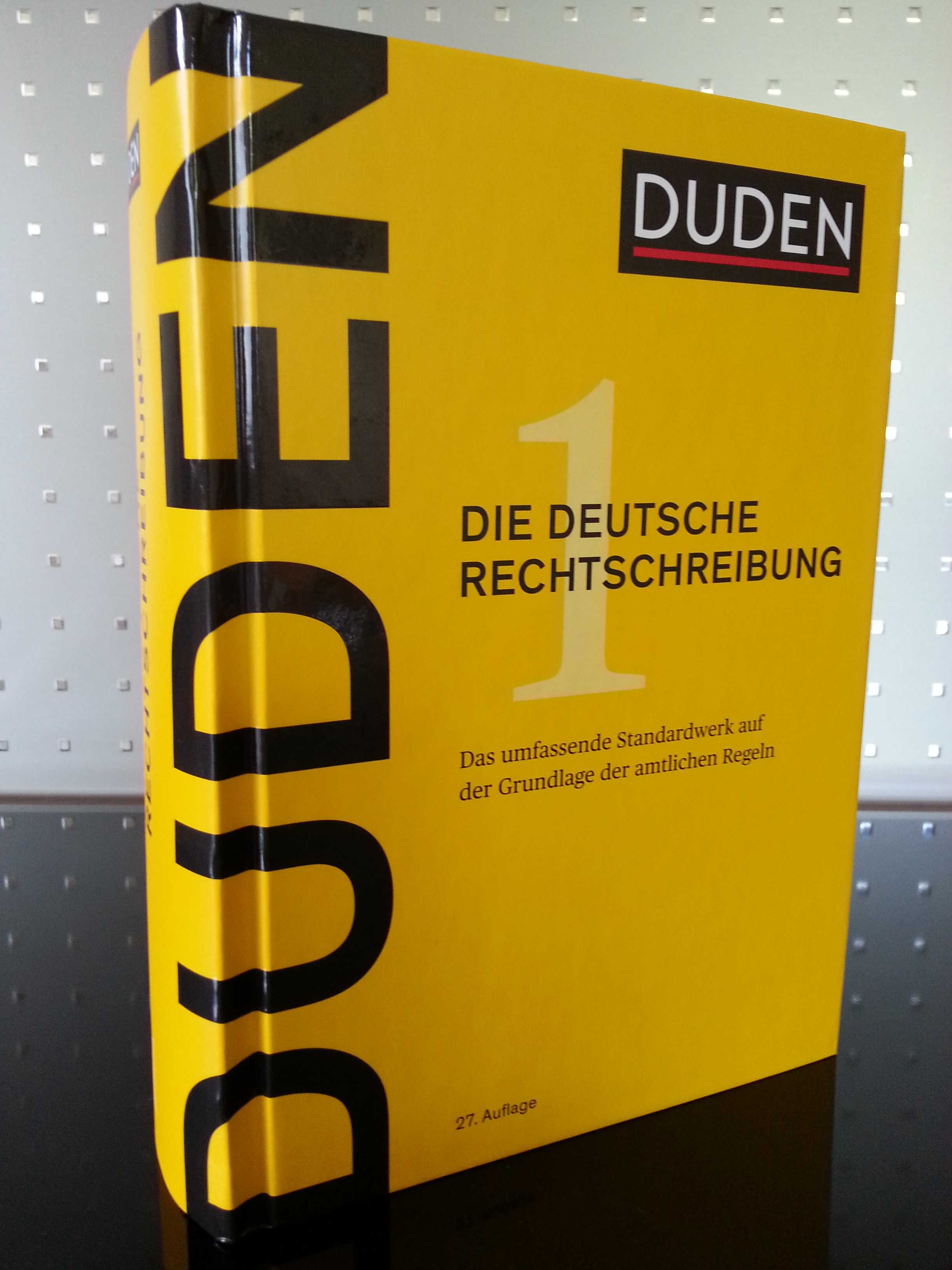
27. wydanie Duden – Die deutsche Rechtschreibung ukazało się na rynku 9 sierpnia 2017 roku

Duden – słownik języka niemieckiego wydany przez Konrada Dudena, przede wszystkim słownik ortograficzny. Po raz pierwszy ukazał się 7 lipca 1880. Początkowo był to słownik ortograficzny, z czasem nazwę Duden przyjęły również inne typy słowników. Od roku 1955 do 1996 był formalnym źródłem normatywnym w zakresie ortografii niemieckiej. Słownik wydaje spółka Bibliographisches Institut & F. A. Brockhaus. Do 2020 ukazało się już 27 wydań słownika. Istnieje również wersja elektroniczna słownika dostępna bezpłatnie online. Najnowsze 28. wydanie, które ukazało się 12 sierpnia 2020, zawiera 148 tysięcy haseł.

## Duden i dwa państwa niemieckie
Ostatnie wspólne wydanie ukazało się w 1951 nakładem powstałej w Lipsku państwowej oficyny VEB Duden. W RFN wydanie spotkało się z krytyką z powodu włączenia do słownika wielu nowych wyrazów odzwierciedlających komunistyczną ideologię i charakter państwa. W latach 1954–1985 słownik ukazywał się równolegle w RFN w Mannheim i NRD w Lipsku. Nowe edycje ukazywały się co dziesięć lat w NRD i co siedem lat w RFN. Ostatnie odrębne wydania ukazały się odpowiednio w 1985 (Lipsk) i 1986 (Mannheim). Słowniki znacznie się różniły: wersja wydawana w NRD zawierała nowo powstałe wyrażenia związane z systemem komunistycznym i innymi realiami panującymi w tym państwie. Po raz pierwszy po zjednoczeniu Niemiec słownik wydano w 1991 (wydanie 20., zwane "zjednoczeniowym"); oparty był on na wersji z Mannheim przy zachowaniu aktualnego słownictwa politycznego NRD.

## Części składowe
Współczesne wydanie Dudena składa się z następujących części:
1. Die deutsche Rechtschreibung – słownik ortograficzny
2. Das Stilwörterbuch – słownik stylistyczny
3. Das Bildwörterbuch – słownik obrazkowy
4. Die Grammatik – gramatyka
5. Das Fremdwörterbuch – słownik wyrazów obcych
6. Das Aussprachewörterbuch – słownik wymowy
7. Das Herkunftswörterbuch – słownik etymologiczny
8. Das Synonymwörterbuch – słownik wyrazów bliskoznacznych
9. Richtiges und gutes Deutsch – poradnik poprawnościowy
10. Das Bedeutungswörterbuch – słownik języka niemieckiego
11. Redewendungen – słownik zwrotów i idiomów
12. Zitate und Aussprüche – słownik cytatów i wyrażeń